# Narasiṃha

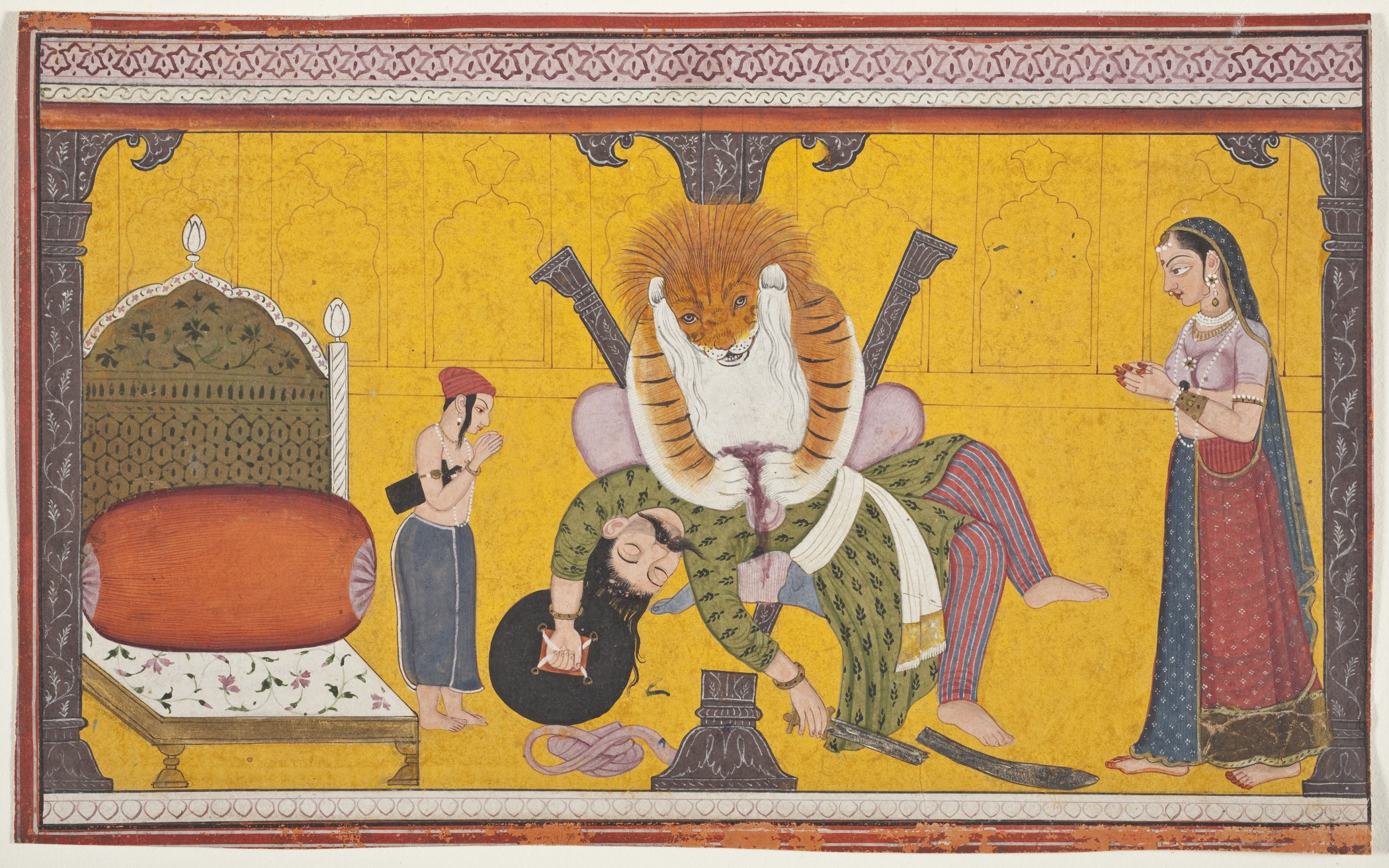
Narasiṃha uccide Hiraṇyākaśipu (XVIII secolo)

Narasiṃha (devanāgarī: नरसिंह; "uomo-leone") è un avatara della divinità indù Visnù.

## Fonti
Le caratteristiche e le vicende inerenti all'avatara Narasiṃha sono narrate in particolar modo nei Viṣṇu Purāṇa (I, 17-22), Agni Purāṇa (IV), Brahmā Purāṇa (189), Liṅga Purāṇa (I, 95-96), Padma Purāṇa (VI, 265), Bhāgavata Purāṇa (VII, 8-10); anche se una prima menzione della divina incarnazione dell'uomo-leone la si riscontra nel più antico Taittirīya Āraṇyaka (ad es. in X, 1, 7)  e nel Mahābhārata (III, 273).

## Mito
Quando il devoto di Visnù, Prahlāda, venne perseguitato dal proprio padre, il demone Hiraṇyākaśipu, il quale, grazie a una concessione di Brahmā, era invulnerabile alle aggressioni da parte di dèi, uomini e animali e non poteva essere ucciso né di giorno né di notte, né all'interno della sua dimora né fuori, Visnù prese la forma di "uomo-leone" (quindi né dio, né uomo, né animale) apparendo al crepuscolo (quindi né di giorno, né di notte), uscendo da una colonna (quindi né fuori, né dentro il suo palazzo), sventrando e divorando il demone.

## Simbolismo
- L'apparizione di Narasiṃha indica quindi l'onnipresenza e la protezione che Dio dà ai suoi devoti[2].
- La devozione di Prahlāda indica come la fede non sia un attributo ereditario, ma una scelta: il giovane è un asura, e ciò nonostante manifesta una grande bhakti.

## Culto
L'uccisione di Hiraṇyākaśipu con le sembianze di Narasiṃha è una delle gesta più famose di Visnù, e nel sistema di festività indù è celebrato nella Holi, una delle quattro più importanti feste dell'India, e il culto è perciò esteso all'intera nazione. Nell'arte del Sud dell'India, l'incarnazione di Visnù come Narasiṃha è un tema molto frequente in sculture, bronzi e dipinti, e tra gli  avatara è secondo solo a Rāma e Kṛṣṇa.
I luoghi di pellegrinaggio associati a Narasiṃha sono quelli in cui la storia avrebbe avuto luogo:
1. Ahobilam
2. Antarvedhi
3. Kadiri
4. Simhachalam
5. Yadagirigutta
6. Mangalagiri
7. Namakkal
8. Melkote
9. Devarayana Durga
10. Savana Durga
11. Chintalvadi
12. Ghatikachala (oggi Sholingur, da Chola singa oor)
13. Saligrama

I primi sei si trovano nell'odierno Andhra Pradesh in India; Namakkal, Ghatikachala e Chintalvadi nel Tamil Nadu; Devarayana Durga, Savana Durga, Melukote, e Saligrama nel Karnataka.

### Templi dedicati a Narasiṃha
- Shri Yogananda Narasimha Swamy, Vedadri, vicino Vijayawada
- Shri Lakshmi Narasimha Swamy, Antarvedi, distretto Godavari Occidentale, Andhra Pradesh
- Shri Lord Lakshmi-Narasimha Swamy, Korukonda, vicino Rajahmundry
- Shri Narasimha temple, Malakonda, distretto Prakasham, Andhra Pradesh
- Shri Prasanna Narasimha Swamy temple, Singarakonda, distretto Prakasham, Andhra Pradesh
- Ad Ahobalam, secondo la leggenda il luogo di nascita di Sri Narasimha, ci sono i Navanarsimha (nove Narasimha):
  1. Ugra Narasimha
  2. Krodha Narasimha
  3. Malola Narasimha
  4. Jwala Narasimha
  5. Varaha Narasimha
  6. Bhargava Narasimha
  7. Karanja Narasimha
  8. Yoga Narasimha
  9. Chhatravata Narasimha/Pavana Narasimha/Pamuleti Narasimha